# Broadland
Broadland is een Engels district in het shire-graafschap (non-metropolitan county OF county) Norfolk en telt 129.000 inwoners. De oppervlakte bedraagt 552 km². Hoofdplaats is Thorpe St Andrew.
Van de bevolking is 19,3% ouder dan 65 jaar. De werkloosheid bedraagt 2,0% van de beroepsbevolking (cijfers volkstelling 2001).

## Civil parishesin district Broadland
Acle, Alderford, Attlebridge, Aylsham, Beeston St. Andrew, Beighton, Belaugh, Blickling, Blofield, Booton, Brampton, Brandiston, Brundall, Burgh and Tuttington, Buxton with Lammas, Cantley, Cawston, Coltishall, Crostwick, Drayton, Felthorpe, Foulsham, Freethorpe, Frettenham, Great Witchingham, Great and Little Plumstead, Guestwick, Hainford, Halvergate, Haveringland, Hellesdon, Hemblington, Hevingham, Heydon, Honingham, Horsford, Horsham St. Faith and Newton St. Faith, Horstead with Stanninghall, Lingwood and Burlingham, Little Witchingham, Marsham, Morton on the Hill, Old Catton, Oulton, Postwick with Witton, Rackheath, Reedham, Reepham, Ringland, Salhouse, Salle, South Walsham, Spixworth, Sprowston, Stratton Strawless, Strumpshaw, Swannington, Taverham, Themelthorpe, Thorpe St. Andrew, Upton with Fishley, Weston Longville, Wood Dalling, Woodbastwick, Wroxham.